# Jefferson Vargas
Pour les articles homonymes, voir Vargas.
Vargas  Pacheco est un nom espagnol. Le premier nom de famille, en général paternel, est Vargas ; le second, en général maternel, souvent omis, est Pacheco.
Jefferson Abacuc Vargas Pacheco est un coureur cycliste colombien. Il est né le 6 novembre 1984 à Motavita (département de Boyacá).

## Repères biographiques
En 2011, il remporte le classement général des étapes volantes de son Tour national. À cette occasion, il déclare : "C'est le triomphe de ma vie.".
Il signe, pour la saison 2012, avec l'équipe Formesan-IDRD-Pinturas Bler, équipe professionnelle non-affiliée à l'UCI. Il remporte la quatrième étape de la Vuelta al Tolima. Il prend place dans la fugue du jour avec deux autres membres de son équipe. Ceux-ci attaquent successivement mais c'est Vargas qui trouve l'ouverture et qui termine avec onze secondes d'avance sur le premier de ses anciens compagnons d'échappée.

## Palmarès
- 2008
  - 4e étape du Tour de Colombie[3]

## Classements mondiaux
| Année            | 2006 | 2007 | 2008 | 2009 |
| ---------------- | ---- | ---- | ---- | ---- |
| UCI America Tour | 226e |      | 254e | 310e |